# Anton Gole
‎Anton Gole, slovenski častnik, * 31. oktober 1953, Kočevje, † 4. oktober 2006, Ljubljana.

## Življenjepis
Otroštvo je preživel v težkih razmerah, saj je že kot srednješolec ostal brez mame. Odraščal je s tremi sestrami in očetom, ki je delal v premogovniku. Vpisal se je v Gimnazijo Kočevje in jo uspešno končal, nato pa je nadaljeval s šolanjem na vojaški akademiji v Zadru. Kasneje se je preselil v Niš, kjer je začel delati kot častnik takratne Jugoslovanske armade. V armadi je hitro napredoval in je kmalu pridobil vojaški čin majorja ter postal namestnik poveljnika največje kasarne v Nišu. Leta 1990 se je vrnil v Ljubljano, kjer je začel delati za takratno Teritorialno obrambo, kasneje pa za Slovensko vojsko. V Slovenski vojski je dobil čin stotnika, ker mu niso priznali nekaterih izpitov, ki jih je opravil v JLA.
Kasneje je tudi v Slovenski vojski dobil čin majorja, zadnja leta pa je delal v vojašnici v Kranju, v poveljstvu protizračne obrambe.